# Тандинский кожуун
Танди́нский кожуун (тув. Таңды кожуун) — административно-территориальная единица и муниципальное образование (муниципальный район) в составе Республики Тыва Российской Федерации.
Административный центр — село Бай-Хаак.

## География
Кожуун расположен в центральной части республики. Площадь территории — 5,1 тыс. км².
Тандинский кожуун приравнен к районам Крайнего Севера.
Расположен в Тувинской котловине и предгорьях хребта Восточный Танну-ола. На севере граничит с Кызылским кожууном, на востоке с Каа-Хемским, на западе с Улуг-Хемским и на юге с Тес-Хемским кожуунами.
Озёра Чагытай (пресное), Дус-Холь (Сватиково) (солёное), Хадын. На территории кожууна протекает левый приток Енисея — река Элегест с притоками.

## История
Тандинский кожуун был образован 13 октября 1944 года. Танды — в переводе с тувинского «высокая гора». Тандинский кожуун в XII веке назывался Оюнарский хошун. Современный Тандинский район назвался тогда по «Юаньши» Илан-чжоу, то есть «Змеинная область».
Когда местные феодалы при поддержке белогвардейцев, бежавших из Советской России, хотели аратам строить новую, свободную жизнь, на помощь им пришли красные партизаны Сергея Кузьмича Кочетова. Партизанское движение родилось здесь в Подхребтинском районе. Так в боях за свободу против феодалов, нойонов, белогвардейцев, родилась и закалялась дружба тувинского и русского народа. В результате тесного контакта с красными партизанами в Оюнарском хошуне сложилось наиболее революционное ядро аратов во главе с Оюном Курседи.
В 1921 году Тандинский (Подхребтинский) район, местечко Суг-Бажы (Кочетово), стал местом проведения Всетувинского Учредительного Хурала (съезда) представителей семи хошунов, где провозглашена ТНР, как конституционная народно-демократическая, независимая республика. Одно из исторических отличий Тандинского кожууна от других кожуунов Республики Тыва. Это не случайно. Двадцатый век для района явился поистине судьбоносным. Подхребтинский район с декабря 1917-го по 1921 год был горячей точкой республики. На самой территории, в окрестностях его произошли кровавые военные действия. Это Оттук-Дашский в последние числа октября 1920-го, Тарлашкынский в мае 1921 года. Разгром 1000-й белогвардейской офицерской армии генерала Бакича на подходе к Атамановке (Кочетово).
На территории Тувы были два основных района, в которых создавались города и поселения. Это современные Улуг-Хемский и Тандинский районы, то есть районы центральной части Тувы. По своим природным и климатическими особенностями наиболее пригодные для пашенного земледелия.
Активное участие представителей Подхребтинского района в Учредительном Хурале, где решалось самоопределение народа Тувы, его сугубо собственное государственное устройство в столь сложное и противоречивое время факт сам по себе уникальный, ибо где такое ещё имело в истории место, когда другой народ, другая, притом великая нация, имеющая свою государственность с тысячелетней историей, проявила бескорыстное усердие в установлении независимого от неё государства другим народом, другой, меньше её нацией. Выдающийся политик Монгуш Буян-Бадыргы председательствовавший в президиуме Учредительного Хурала настоявший при переговорах с председателем Сибревкома Сафьяновым о непременном учреждении независимого государства народа Тувы.
Уникален и другой факт. В 1922 году в ТНР была создана Русская самоуправляющая трудовая колония (РСТК). Это было практически государство в государстве. Со своими и местными органами управления в соответствии с Конституцией своей страны, печатью и другими атрибутами государства. В Тандинском кожууне тогда он ещё назывался Подхребтинским, проживало не меньше 10-12 тысяч русского населения.
Преобразован в район согласно Указу Президиума Верховного Совета РСФСР от 13 октября 1944 года. Шестидесятые и семидесятые годы были временем экономического взлёта совхозов и района. До 90-х годов в Тандинский район входило 16 населённых пунктов. В том числе пос. Хову-Аксы.
Бай-Хаак (Верхнее-Никольское) образовался 1887 году, и первыми прибыли семья Сулейманова И. Т., затем семья Селиванова Я. Г. По сведениям на 24 мая 1913 года заехало 34 семьи. Старшим выборным был Михаил Горбунов.
Одним из мест, где проявилась борьба тувинцев за свою свободу и создание своего независимого государства, является Кочетово (Суг-Бажы, Атамановка). Оно расположено у истоков небольшой речки Могой с широко заболоченными берегами.
Основателем деревни был крестьянин-бедняк Ивойло Атаманов, который поселился здесь в 1909 году. Про неё говорят так, — «Деревня наша — это вроде бы тувинский Петроград: в России всё началось там, а в Туве — здесь».
Во Владимировке первые постройки появились в 1910 году. Основным занятием переселенцев было хлебопашество. Своенравный характер реки Сои, которая отделяет село от степи, она несёт свои воды в Бурен-Хем. Забытая деревня Березовка, когда-то существовавшая. Согласно архивным данным, Березовка была основана в 1910 году в 90 верстах от Хем- Белдира, где позднее был заложен Белоцарск. Здесь устроилось на жительство 64 семьи. Это было великое переселение в Туву. Березовка выросла через два года домов пятьдесят в одну улицу по обе стороны. Нетронутая веками плодородная земля ждала пахаря.
Русская деревня Успенка (Нахаловка или Кара-Булун) построилась рядом с Березовкой. Переселенцы заехали в 1917 году в Успение (15 августа), поэтому её назвали Успенкой. В начале построили землянки на речке Шанган в тайге недалеко от Межегея. Сама деревня была основана 1918 году, проживало в ней всего 100 человек, баптисты.

## Население
| 1990    | 2000    | 2002    | 2004    | 2005    | 2006    | 2007    | 2008    | 2009    |
| ------- | ------- | ------- | ------- | ------- | ------- | ------- | ------- | ------- |
| 23 672  | ↘14 235 | ↘13 827 | ↘13 717 | ↘13 565 | ↘13 437 | ↘13 354 | ↗13 498 | ↗13 792 |
| 2010    | 2011    | 2012    | 2013    | 2014    | 2015    | 2016    | 2017    | 2018    |
| ↘12 891 | ↗12 928 | ↘12 923 | ↘12 920 | ↗12 968 | ↗13 228 | ↗13 576 | ↗14 129 | ↗14 790 |
| 2019    | 2020    | 2021    |         |         |         |         |         |         |
| ↗15 085 | ↗15 206 | ↗15 284 |         |         |         |         |         |         |

## Муниципально-территориальное устройство
В Тандинском кожууне 8 сумонов (сельских поселений):
| № | Сумон (сельское поселение) | Административный центр | Количество населённых пунктов | Население | Площадь, км2 |
| - | -------------------------- | ---------------------- | ----------------------------- | --------- | ------------ |
| 1 | Арыг-Бажинский             | село Владимировка      | 1                             | ↗964      | 177,56       |
| 2 | Бай-Хаакский               | село Бай-Хаак          | 1                             | ↗3238     | 78,51        |
| 3 | Балгазынский               | село Балгазын          | 4                             | ↗3867     | 530,67       |
| 4 | Дургенский                 | село Дурген            | 3                             | 3183      | 702,00       |
| 5 | Кочетовский                | село Кочетово          | 1                             | ↗905      | 815,62       |
| 6 | Кызыл-Арыг                 | село Кызыл-Арыг        | 1                             | ↗779      | 39,11        |
| 7 | Межегейский                | село Межегей           | 1                             | ↗1332     | 567,41       |
| 8 | Успенка                    | село Успенка           | 1                             | ↗522      | 56,15        |

### Населённые пункты
В Тандинском кожууне 13 населённых пунктов в составе:
| №  | Населённый пункт | Тип   | Население    | Сумон (сельское поселение) |
| -- | ---------------- | ----- | ------------ | -------------------------- |
| 1  | Бай-Хаак         | село  | ↗3523 (2021) | Бай-Хаакский               |
| 2  | Балгазын         | село  | ↗3112 (2021) | Балгазынский               |
| 3  | Владимировка     | село  | ↗993 (2021)  | Арыг-Бажинский             |
| 4  | Дурген           | село  | ↘1656 (2010) | Дургенский                 |
| 5  | Кочетово         | село  | ↗988 (2021)  | Кочетовский                |
| 6  | Краснояровка     | арбан | ↘81 (2010)   | Балгазынский               |
| 7  | Кызыл-Арыг       | село  | ↗899 (2021)  | Кызыл-Арыг                 |
| 8  | Марачевка        | арбан | ↘24 (2010)   | Балгазынский               |
| 9  | Межегей          | село  | ↗1595 (2021) | Межегейский                |
| 10 | Сой              | арбан | ↘324 (2010)  | Балгазынский               |
| 11 | Сосновка         | село  | ↘741 (2010)  | Дургенский                 |
| 12 | Успенка          | село  | ↗572 (2021)  | Успенка                    |
| 13 | Усть-Хадын       | арбан | ↘182 (2010)  | Дургенский                 |

## Экономика
Выращивание зерновых, молочное животноводство, овцеводство; пищевая промышленность. Угольная шахта «УК Межегейуголь» компании Евраз.

## Достопримечательности

#### Историко-культурные достопримечательности
- Памятник воинам, погибшим в Великой Отечественной войне с. Бай-Хаак — находится там, где стоит памятник, была площадь, на которой встречали влиятельных гостей, а позднее собирались сходы граждан. Далее на площади находился репродуктор, по которому было объявлено начало, а затем окончание Великой Отечественной войны. В феврале 1943 года с улицы Советская ушли на фронт большинство мужчин с. Бай-Хаак. Вернулись немногие. Позднее на месте репродуктора была построена пожарная вышка, а затем здесь же поставили водонапорную башню. В конце 70-х прошлого столетия в населённых пунктах начали воздвигать памятники, обелиски, монументы в благодарность тем, кто завоевал для нас счастье и свободу. Памятник находится на главной улице с. Бай-Хаак. Проект памятника и работа принадлежит инженеру Фомину Владимиру Сергеевичу. Гильзу изготовили в мастерской ОПХ «Сосновское». Памятник выполнен в форме гильзы, на которой высечены даты Великой Отечественной войны. У подножья памятника, на плитах написаны имена погибших воинов-земляков. Завершает памятник ромб, олицетворяющий, по замыслу автора проекта пролитую каплю крови солдата. Руководство установкой памятника осуществлял заместитель председателя Тандинского райисполкома Фёдор Лазаревич Благинин. Строительство памятника было завершено к 70-летию Великой Октябрьской социалистической революции в 1987 году.
- Кочетовский историко-мемориальный комплекс расположен в селе Кочетово Тандинского кожууна в Республике Тыва. Комплекс образован на базе народного музея в 1979 году, а в 1981 г. он преобразован в историко-мемориальный комплекс — как филиал Тувинского республиканского краеведческого музея. Научная концепция филиала музея разработана Е. Ш. Байкара и М. Б. Кенин-Лопсаном. Музей сначала располагался в одном маленьком доме, где размещалась штаб квартира партизанского отряда С. К. Кочетова. Первым заведующим филиала была А. X. Оюн, долгие годы филиалом заведовала заслуженный работник культуры Республики Тыва В. Е. Оюн. История селения Кочетово, одного из самых значимых в историческом плане сёл Тандинского кожууна, уходит корнями в начало двадцатого века — село появилось на карте Тувы в 1910 году, но под наименованием Атамановка. В 1920 году здесь проходило ключевое событие для республики — провозглашение независимости Тувы на партийном собрании (хурале). Переименование села произошло в 40-х годах — его назвали в честь известного партизанского командира — Сергея Кочетова. Уже тогда здесь появились предпосылки создания такого музейного комплекса, в котором бы нашли отражения все известные события, проходившие на территории поселения.
- Штаб-квартира Красных партизан в с. Кочетово. В штаб-квартире Красных партизан под руководством командира С. К. Кочетова сначала жил кулак Садовский Никифор. В 1920—1922 годы жил сам С. К. Кочетов со своей семьёй и руководил партизанским движением, возглавил части особого назначения (ЧОН), помогал созданию и укреплению Тувинской Народно-революционной партии. В штабе — квартире красных партизан с 1923 по 1950-е годы жил красный партизан Горин Н. Н. Затем с 1958 года по 1969 годы находилась сельская библиотека. Первой заведующей была Ощепкова Валентина, потом Ивонина Раиса Васильевна с 1962 по 1969 годы. В штаб-квартире показаны жизнь и деятельность С. К. Кочетова, ратные подвиги красных партизан, быт жизни великого русского народа. Музей сначала располагался в одном доме до 1981 года, где размещалась штаб-квартира партизанского отряда. В канун 60-летия образования ТНР в 1981 году открыт второй дом, в котором 13-16 августа 1921 года проходил Всетувинский Учредительный Хурал, застройка начала XX века. Именно в этом доме проходило собрание Учредительного хурала, провозгласивший образование Тувинской Народной Республики, решались и подписывались важные документы и принятии Первой Конституции Республики Танну-Тува улус (народа Урянхая). С начала XX века по 1956 г. в этом историческом доме жил Елизаров Николай Николаевич, а потом жил старейший тракторист колхоза, совхоза «Заря коммунизма» Оюн Далажап Суевич с 1956 по 1980 годы. Штаб-квартиру и Дом Учредительного Хурала в 1980 году реставрировали полностью, разобрали и точно также построили новыми брёвнами. В этом же году открыли третье здание под главный корпус. Здание старое, в нём сначала находился клуб-очаг культуры посёлка Атамановки, потом жили воспитанники интерната Кочетовской 8-летней школы. В 1981 году здание сдан под музей в честь празднования 60-летия образования ТНР.
- Памятник командира общественного партизанского отряда Сергей Кузьмич Кочетов. 29 июля 2015 года был установлен бюст человека, внёсшего неоценимый вклад в становление и развитие Тувинского государства, командира красных партизан и просто человека из легенды, участника трёх войн: первой Мировой, Гражданской и Великой Отечественной — Сергея Кузьмича Кочетова. Скульптором был Баранмаа Александр Наасович.
- Памятник Бейсе нойон Оюн Ажыкай. 9 ноября 2014 года открыли памятник простому арату, меценату, ставшему самым богатым человеком феодальной Тувы, князю 4-й степени Бейсе нойону Оюн Ажыкаю по волеизъявлению жителей сумона Кочетовский и родственников нойона Ажыкая. Скульптором двух памятников был Монгуш Александр Дондупович.
- Памятник Курседи Кенден Оглу Оюн в с. Кочетово. 31 октября 2014 года на территории историко-мемориального комплекса был открыт памятник участнику Кобдинского сражения и Всетувинского Учредительного Хурала, основателю Тувинской народно-революционной партии, аратскому революционеру Оюн Курседи Кенден оглу. Сооружение памятника профинансировали ЦК КПРФ в год 70-летия вхождения Тувинской Народной республики в состав СССР и России, также 130-летию со дня рождения основателю ТНРП Оюну Курседи.

## Природные достопримечательности
- Реликтовый Балгазынский сосновый бор расположен в 100 километрах от столицы республики города Кызыла, у предгорий хребта Танну-Ола. Площадь лесного массива, окружённого степями Центрально-Тувинской котловины, составляет 28 тысяч гектаров. Здесь находится один из старейших в Туве заказников, где в числе прочих животных обитает большое стадо диких косуль.
- Озеро ЧагытайОзеро ЧагытайОзеро «Чагытай» — озеро в центральной части Тывы, самое глубокое и самое большое пресное озеро Тувинской котловины. Расположено приблизительно в 70 км к югу от Кызыла, у подножья северного склона хребта Восточный Танну-Ола на высоте 1005 м над уровнем моря. Координаты средней точки — 51°00’ сев. широты, 94°43’ вост. долготы. Входит в состав Чагытайского заказника. Площадь поверхности — 28,6 км². Площадь водосборного бассейна — 184 км². Находится в центральной части Тандинского кожууна, в 15 км на восток от села Дурген и в 25 км на запад от села Балгазын. Дно песчано-галечниковое, берега преимущественно пологие, местами каменистые, местами песчаные, на юго-востоке берег болотистый и низменный. Длина береговой линии достигает почти 20 км[8]. С юго-восточной стороны из озера вытекает единственная небольшая речка Мажалык, которая за Балгазыном впадает в приток Бурена — реку Соя. Таким образом река относится к бассейну Малого Енисея. Ихтиофауна озера представлена четырьмя фаунистическими комплексами: Бореальный пресноводный предгорный комплекс: гольян обыкновенный, голси сибирский, подкаменщики. Арктический пресноводный комплекс — пелядь. Бореальный пресноводный равнинный комплекс — язь, щука, карп, пескарь, шиповка Понтический пресноводный комплекс — лещ. В озере проходят миграционные пути молоди рыб к местам нагула и зимовки. Основные районы нерестилищ особо ценных, ценных и других промысловых видов рыб, места массового нагула их молоди, а также рыбо-зимовальные ямы отсутствуют.
- Озеро «Дус-Холь» — дословно с тувинского, солёное озеро. Расположено в 45 км южнее Кызыла, в трёх км западнее озера Хадын, в 3,5 км восточнее озера Каък-Холь, к северу от озера Чагытай. Озеро расположено на юге Тувинской котловины в бессточной впадине, на борту которой выходят песчано-глинистые породы юры. Впадина окружена холмистой безлесной равниной. Берега относительно пологие, местами песчаные и лишены древесной растительности. Заболоченность небольшая. Форма озера овальная: длина — 1,4 км, ширина — 0,3-0,5 км, площадь — 0,55 кв. км. На южном и восточном берегах озера располагаются два источника с солёной водой, являющихся главными восполнителями озёрной рапы. Грязевые отложения развиты в основном в центре и у юго-восточного берега. Грязь имеет тёмно-серый цвет, пластична, местами сильно засорена песком. Запах сероводорода слабый. Мощность от 0,1 м у берега до 0,6 м в центральной части.
- Озеро «Хадын» расположено южнее Кызыла, в трёх км. восточнее озера Дус-Холь, к северу от озера Чагытай. Озеро расположено на юге Тувинской котловины в бессточной впадине, окружённой холмистой безлесной равниной. Абсолютная отметка 707 м. Берега представлены песчаным «бечевником» с белыми выцветами солей на восточном и северном берегах. Её состав — сульфатно-хлоридный натриево-магниевый. Дерматологи рекомендуют купание в озере при некоторых детских кожных заболеваниях. С южного берега в озеро впадает небольшая речка Хадын, питающая озеро. В озере отсутствует рыба, а в окрестностях озера крайне низко количество кровососущих насекомых. Озеро является излюбленным местом дикого отдыха жителей республики.
- Минеральный источник «Уургайлыг» (Арголик) — расположен примерно 5,5 км к юго-западу от с. Бай-Хаак. Это слабоминерализованный источник — 0,22 г/ л, с температурой на выходе в 6,5 градуса Цельсия и очень высоким дебитом. Микро -химический состав — гидрокарбонатный магниево-кальциевый.
- В лечебных целях источник стал использоваться сравнительно недавно — в 60-х годах позапрошлого века. Тем не менее, народная молва приписывает источнику поистине чудодейственную силу: помогает при остеохондрозах, полиартритах, воспалительных процессах.
- Минеральный источник «Маннайлыг» — находится на высоте 1200 м над уровнем моря. Людям с постоянным давлением не рекомендуется посещать данный источник. Состав гидрокарбонатный магниево-кальциевый, воды пресные, общая минерализация — 0,5 — 0,5 г\л, имеет слабокислую реакцию. Подъездная дорога к целебному источнику — таёжная и имеет множество труднодоступных мест. Расположен в 15 км к юго-востоку от с. Бай-Хаак. Этот источник был почитаем буддийскими ламами: в стародавние времена тувинские и монгольские ламы — врачи ежегодно освящали источник и благословляли людей на лечение. Несмотря на то, что место труднодоступное, приезжали сюда лечиться не только из близрасположенных кочевий, но и из дальних, монгольских. Лечились от многих заболеваний, например, опорно — двигательного аппарата, при этом частично или полностью восстанавливалась двигательная функция. Привозят сюда и парализованных больных, есть сведения о лечении бесплодия. Но все эти факты, к сожалению, не подтверждены медицинскими исследованиями.
- Дургенский каньонДургенский каньон — находится у северного склона хребта Танну-Оола в местечке окружённом тайгой и лесистыми горами. Высота ущелья — от 20 до 40 метров в разных местах. Название протекающей по дну каньона быстрой, бурной речки Дурген местные жители связывают с Чингисханом, отправившимся завоёвывать лесные народы. Прошли через хребет множество тяжёлых обозов хана. Их колёса и продавили Дургенский каньон. Легенды также объясняют и название речки, протекающей здесь. В долгой дороге хана сопровождала молодая жена, которая в то время под сердцем носила дитя. Прямо в пути начались у неё предродовые муки. Субудай стал торопить людей, крича им: «Дурген! Дурген!» — с тех пор речку, что течёт по Дургенскому каньону, и назвали Дурген. Шум водопада слышен на расстоянии более 1 км. В конце XX столетия здесь был природный заказник «Дургенский». От села Сосновка около 12 км.

## Известные личности
Сергей Кузьмич Кочетов — родился 7 ноября 1894 года в деревне Колдыбай Минусинского уезда. В 1914 году семья переехала в Туву и поселилась в Атамановке (ныне Кочетово).
Иван Васильевич Чучев — родился 25 октября 1939 г. в с. Беджа Усть-Абаканского района Красноярского края, из крестьян.
Окончил Минусинский техникум механизации сельского хозяйства в 1965 г. С 1958 по 1960 г. — служба в Советской армии; с 1960 по 1972 г. — мастер, старший мастер, преподаватель, заведующий учебной частью СПТУ № 2, механик дорожно-строительного управления № 2; с 1972 по 1989 г. — директор нефтебазы; с 1989 г. -директор совхоза «Пламя революции» (с. Балгазын, Республика Тыва).
Елена Евгеньевна Достай (Тутатчикова) — Заслуженный мастер спорта Российской Федерации, тренер по стрельбе из лука. В 1992 г. — окончила Кызылский государственный педагогический институт. С 1985 г. — член сборной СССР и России по стрельбе из лука. В 1995 г. — получила звание Заслуженный мастер спорта России.
С 2003 г. — стипендиат Президента Российской Федерации. Участница XXVI летних Олимпийских игр 1996 г. в Атланте (США). Член сборной команды XXVIII Олимпийских игр 2004 г. в Афинах (Греция).